# Физодерма люцерновая
Физоде́рма люце́рновая (лат. Physoderma alfalfae) — вид бластокладиевых грибов, относящийся к роду физодерма. Паразит люцерны.

## Описание
Образует белые галлы в основании стеблей растения-хозяина под поверхностью земли, 2—20 мм в наибольшем измерении. При созревании галлы с полостями, в которых находятся многочисленные жёлто-коричневые покоящиеся спорангии и мёртвые ткани хозяина. Спорангии не септированные, 25—35×40—50 мкм, сбоку полушаровидные, сверху округлые. Зооспоры с одним жгутиком, яйцевидные, 4—8 мкм длиной, жгутик 30—50 мкм длиной.
Мицелий прорастает из зооспор, проникая в живые клетки хозяина, не септированный, сначала тонкостенный — 0,5—1 мкм толщиной, затем толстостенный — 3—5 мкм толщиной.

## Значение
Паразит люцерны посевной и других видов рода. Весной у заражённых растений наблюдаются утолщённые основания стебля, затем образуются бородавки или крупные галлы. Вскоре галлы разлагаются, лишь немногие перезимовывают.
Для борьбы с патогеном подходят любые способы снижения влажности в приповерхностном слое почвы.

## Синонимы
- Cladochytrium alfalfae Lagerh., 1895basionym
- Urophlyctis alfalfae (Lagerh.) Magnus, 1902